# هارالد شوماخر
هارالد آنتون شوماخر (به آلمانی: Harald Anton Schumacher) در جریان دو دهه‌ فعالیت ورزشی، به جایگاه یکی از بهترین دروازه‌بانان فوتبال آلمان و جهان دست یافت.
تیم کلن در دهه ۶۰ دروازه‌بانی داشت به نام «تونی شوماخر». به یاد همین بازیکن بود که در کلن هارالد شوماخر را نیز «تونی» می‌نامیدند. در کتابی که در سال ۲۰۰۰ در رابطه با تاریخچه تیم فوتبال کلن آلمان انتشار یافت، دربارهٔ هارالد شوماخر دروازه‌بان فراموش نشدنی این باشگاه و تیم ملی فوتبال آلمان در دهه ۸۰ میلادی آمده‌است: «آمیزه‌ای از کارایی و درخشش، بی‌باکی و فرهمندی تحریک‌آمیز، هارالد شوماخر را به یکی از تأثیرگذارترین پدیده‌های فوتبال کلن و آلمان تبدیل می‌کند».
هارالد شوماخر در تاریخ ۶ مارس ۱۹۵۴ در شهر کوچک دورن واقع در ایالت نوردراین وستفالن آلمان چشم به جهان گشود. او در ۸ سالگی ورزش فوتبال را آغاز کرد. پس از آنکه در پست‌های گوناگون به خدمت گرفته شد، سرانجام با تشخیص مربی درون دروازه قرار گرفت. خود او بعدها اعتراف کرده بود که: «دروازه‌بانی تنها پستی بود که به آن علاقه داشتم، زیرا من اهل دویدن نبودم». شوماخر توانست درون دروازه توانایی‌های ورزشی خود را بروز دهد. وی به‌سرعت پله‌های رشد و تعالی را پیمود و از طریق مسابقات منطقه‌ای و سپس ایالتی جوانان، به تیم ملی فوتبال جوانان آلمان راه یافت. در آنجا البته دروازه‌بان ذخیره بود. باشگاه فوتبال کلن از همان موقع در پی او بود و سرانجام در سال ۱۹۷۲ این بازیکن با استعداد را در سن ۱۸ سالگی به صفوف خود جلب کرد. در آن سال‌ها، در حالی که شوماخر دروازه‌بانی گمنام بود و بیشتر اوقات را روی نیمکت ذخیره‌ها می‌گذراند، آلمان عصر طلایی فوتبال خود را تجربه می‌کرد اما یک حادثه، فرصتی تاریخی در اختیار شوماخر قرار داد و او نیز از این فرصت به بهترین نحوی استفاده کرد. آسیب‌دیدگی شدید دروازه‌بان اصلی تیم کلن باعث شد که شوماخر به عنوان دروازه‌بان شماره یک درون دروازه قرار گیرد. او به سرعت توانست با بی‌باکی فراوان، پرش‌های حیرت‌انگیز و واکنش‌های به موقع، جای خود را درون دروازه تثبیت کند. 
درخشش شوماخر در بازی‌های لیگ برتر فوتبال آلمان (بوندس لیگا) به گونه‌ای بود که او در سن ۲۵ سالگی به تیم ملی فوتبال آلمان فراخوانده شد. در آن زمان دروازه‌بان شماره یک و بی چون و چرای تیم ملی آلمان سپ مایر بود که الگوی شوماخر نیز به‌شمار می‌رفت اما باز هم حادثه‌ای دیگر باعث شد که شوماخر به دروازه‌بان شماره یک تیم ملی تبدیل شود. مایر در یک سانحه رانندگی به شدت مصدوم شد و به ناچار با فعالیت در میدان‌های ورزشی وداع کرد. به این ترتیب راه برای افتخارات ملی شوماخر گشوده شد. شوماخر در سال ۱۹۸۰ به نخستین افتخار بزرگ خود دست یافت و با تیم ملی فوتبال آلمان قهرمان اروپا شد. پس از آن اما برای ۲ دوره پی‌در‌پی یعنی در سال‌های ۱۹۸۲ و ۱۹۸۶ تیم ملی فوتبال آلمان در بازی‌های نهایی جام جهانی فوتبال در مقابل تیم‌های ایتالیا و آرژانتین ناکام شد و شوماخر در حسرت قهرمانی جهان باقی ماند.
شوماخر در مقایسه تیم ملی فوتبال آلمان سال ۱۹۸۲ با ۱۹۸۶ و یادآوری خاطرات آن سال‌ها می‌گوید: «هر ۲ تیم خیلی خوب بودند. تیم سال ۱۹۸۶ از نظر بازیکنان فردی با داشتن مهره‌هایی چون رومنیگه و ماتئوس بهتر بود اما متأسفانه در مقابل آرژانتین هم باختیم و با وجود تلاش زیاد نتوانستیم بازی را به وقت اضافی بکشانیم، چون بیشتر با احساس خود بازی می‌کردیم تا با عقلمان. در هر صورت ۲ بار در بازی نهایی در مقابل بهترین تیم‌های جهان شکست خوردیم. هنوز هم برای من یادآوری آن خاطرات جالب است». جام جهانی سال ۱۹۸۲ در اسپانیا، هم‌زمان یکی از نقطه‌های تاریک دوره فعالیت ورزشی شوماخر بود. در دیدار نیمه نهایی این مسابقات که آلمان در مقابل فرانسه قرار گرفته بود، خطای بسیار خشن شوماخر بر روی باتیستان بازیکن فرانسوی در محوطه جریمه، به آسیب‌دیدگی شدید این بازیکن منجر گردید و وی چند ماه در بیمارستان بستری بود. شوماخر پس از بازی در صدد توجیه خطای خود برآمد و از همین رو در سراسر محافل ورزشی اروپا مورد انتقاد شدید قرار گرفت. شوماخر برای رهایی از این رسوایی ورزشی و یافتن دوباره چهره‌ای مقبول، نیازمند ۲ سال تلاش مداوم بود. وی توانست با بازی‌های خوب و رفتار ورزشی مناسب، آن رویداد تلخ را جبران کند. در سال‌های ۱۹۸۴ و ۱۹۸۶ عنوان بهترین بازیکن فوتبال سال آلمان را از آن خود کرد. 
شوماخر قصد داشت فعالیت ورزشی خود را به عنوان دروازه‌بان تیم ملی تا مسابقات جام ملت‌های اروپا در سال ۱۹۸۸ ادامه دهد اما انتشار کتاب خاطرات او تحت عنوان «سوت آغاز بازی» این نقشه را برهم زد. وی در آن کتاب، مسائل خصوصی بازیکنان تیم ملی را که در اردوها شاهد آن بود مطرح و سیمای برخی از بازیکنان را در افکار عمومی لکه دار کرد. همین امر باعث شد که او را دیگر به تیم ملی آلمان دعوت نکنند. پس از آن شوماخر برای ۳ سال به ترکیه رفت و برای تیم فنرباغچه استانبول بازی کرد. وی در آنجا هم موفق بود. شوماخر در سال ۱۹۹۱ به آلمان بازگشت و در آخرین سال حضور در میدان، محافظت از دروازه بایرن مونیخ را بر عهده داشت. وی سال ۱۹۹۲ کفش‌های خود را آویخت.

## افتخارات
۱۹۷۳: نایب قهرمان بوندسلیگا
۱۹۷۳: فینالیست جام حذفی آلمان
۱۹۷۷: قهرمان جام حذفی آلمان
۱۹۷۸: قهرمان بوندسلیگا
۱۹۷۸: قهرمان جام حذفی آلمان
۱۹۸۰: قهرمان اروپا
۱۹۸۰: فینالیست جام حذفی آلمان
۱۹۸۲: نایب قهرمان جهان
۱۹۸۲: نایب قهرمان بوندسلیگا
۱۹۸۳: قهرمان جام حذفی آلمان
۱۹۸۴: بازیکن فوتبال سال آلمان
۱۹۸۶: نایب قهرمان جهان
۱۹۸۶: بازیکن فوتبال سال آلمان
۱۹۸۶: فینالیست جام یوفا
۱۹۸۹: قهرمان لیگ ترکیه
۱۹۹۶: قهرمان بوندسلیگا